# 小行星21549
小行星21549（21549 Carolinelang）是一颗绕太阳运转的小行星，为主小行星带小行星。该小行星于1998年8月17日发现。

## 轨道参数
小行星21549的轨道半长轴为3.1751536 UA，离心率为0.148。